# Debris
Debris — дебютный альбом electro-industrial проекта Ayria, выпущен в 2003 году вместе с делюксовым изданием в оригинальной упаковке с бонус диском.

## Об альбоме
Канадская кибердива Jennifer Parkin, после ухода из группы Epsilon Minus в 2003 году,  записала свой вокал для трека "Letting Go" индустриальной группы Glis из Сиэтла, сольного проекта участника группы Combichrist Shaun Frandsen. Последовавший успех вдохновил этих людей на дальнейшее сотрудничество и на создание нового музыкального проекта Ayria. В записи их дебютного альбома "Debris" приняли участие такие группы как Massiv In Mensch, Iris и DJ Ram (Virtual Server).

## Список композиций
1. DOS
2. Horrible Dream image
3. Had Something
4. Mercury
5. The Radio
6. Red Shift
7. Sapphire
8. Disease
9. Start Again
10. Debris
11. Substance
12. Beta Complex
13. Kiss Me Goodnight As I'm Falling Asleep

## Бонус диск
1. "Disease (Armaggeddon Dildos Mix)"
2. "Horrible Dream (Pzycho Bitch Mix)"
3. "Substance ("More Pills" XP8 Mix)"
4. "Mercury ("Mercury Rising" V01d Mix)"
5. "Horrible Dream ("Nightmare" Accessory Mix)"
6. "Had Something ("Snow Lake" Interface Mix)"
7. "Disease ("Tractor Factor" Boole Mix)"
8. "Horrible Dream (Glis Mix)"
9. "Sapphire (Implant Mix)"
10. "Scattered Debris (Slipshod Mix)"
11. "Disease (NamNamBulu mix)"
12. "Horrible Dream (XPQ-21 mix)"
13. "Disease (EchoRausch Mix)"